# Live and Let Die
〈Live and Let Die〉는 1973년도 제임스 본드 영화 《007 죽느냐 사느냐》에 사용된 메인 주제가다. 폴 매카트니와 린다 매카트니가 쓰고 폴의 밴드 윙스가 녹음했다. 그룹의 가장 큰 싱글 성공이며, 또한 당시 가장 큰 제임스 본드 주제가 성공 실적으로 기록되었다. 빌보드 핫 100에서는 2위에, 영국 싱글 차트에서는 9위에 올랐다.
특정하게 영화를 위해 의뢰를 받아 쓴 것으로 폴과 린다 매카트니로 크레디트되었으며, 비틀즈의 프로듀서였던 조지 마틴이 폴과 재결합해 곡을 제작 및 오케스트라 편곡했다. 가장 유명한 건스 앤 로지스 버전을 비롯한 여러 밴드의 커버판이 존재한다. 매카트니와 건스 앤 로지스 버전은 그래미상에 후보로 오른 바 있다. 2012년, 미국에서 4백만 번 이상 재생된 것으로 집계돼 매카트니는 방송 음악 회사(BMI)로부터 밀리언 에어상을 수여받았다.

## 작곡과 녹음
과거 애플 레코드의 대표였던 론 캐스와 대화를 나누던 폴 매카트니는 제임스 본드 영화의 주제곡을 만들고 싶다는 입장을 처음으로 밝혔다. 그러자 캐스는 자신이 본드 영화를 제작한 앨버트 R. 브로콜리와 해리 샐츠먼과 친분이 있고, 비틀즈 전 멤버가 다음 영화의 주제곡을 쓴다는 아이디어를 그들도 무척 좋아할 것이라고 확신했다. 제작자들은 만남을 가졌고 그의 아이디어를 기꺼이 받아들였다. 그 뒤 톰 맨키비츠가 《007 죽느냐 사느냐》의 각본을 채 다 쓰기도 전에 영화의 프로듀서 앨버트 R. 브로콜리와 해리 샐츠먼이 폴을 방문해 주제곡을 써 줄 것을 요청했고, 매카트니는 이언 플레밍의 원작 소설을 한 부 줄 수 있는 지를 물었다. "그 책을 읽어보았더니 꽤 훌륭했어요. 그날 오후에 노래를 썼고 다음 주에 가져갔더니 승낙했습니다 ... 제게 이 작업은 일종의 일과도 같았습니다. 왜냐면 제목과 동명의 곡을 쓴다는 것은 만만하게 볼 수 있는 일이 아니었거든요."
폴은 곡의 제작을 주문받는 방식이 마음에 들었다고 이야기한다. "자신을 어느 정도 장인이라고 여기는 작곡가로서, 그러한 방식은 국가로부터 가구 제작을 주문받는 것과 비슷해요. 아시다시피 명예로운 일이잖아요. 적어도 저한테는 그랬죠." 작곡 과정 중 가자에 제목을 넣는 작업이 그에겐 가장 힘든 부분이었다. "생각했죠, '사느냐 죽느냐... 그래, 진짜 의미는 나도 살고 너도 살자는 거지. 그런 함의가 있어.' 그러고 나서 저는 여기에 분명한 시각으로 접근했어요. 이런 생각이 들었죠. '지금보다 젊었을 땐 저렇게 얘기하곤 했지만, 지금은 이렇게 얘기해.' 그렇게 해서 이런 생각이 노래 내용에 정말 쉽게 스며들었어요." 작곡을 끝낸 폴은 그 다음 주에 노래를 《Red Rose Speedway》의 녹음 세션이 있던 1972년 10월 윌즈덴의 모건 스튜디오에서 윙스와 신속히 녹음했다. 그리고 얼마 후 조지 마틴이 옥스포드 서커스에 있는 자신의 AIR 런던에서 역동적인 관현악 연주를 덧붙였다. 이 스튜디오에서 또한 레이 쿠퍼가 타악기 소리를 제공했다.
곡이 완성되자 마틴은 샐츠먼을 만나러 노래의 오디오 디스크를 갖고 자메이카로 건너갔다. 영화 제작자는 노래를 듣고 감명을 받았지만 그것이 데모 버전인 줄 알고는 마틴에게, 마스터 버전에 노래를 할 사람으로 마틴과 매카트니가 누굴 계획하고 있냐고 아무렇지 않게 물었다. 이게 진짜 최종 버전이라고 밝히는 일은 중재자를 맡은 마틴의 몫이었다. 당시 일에 대해 폴은 웃으며 이렇게 이야기한다. "그 사람들이 셜리 베이시를 기대했던 것 같아요. 벌리 섀시라고 대답했어야 하나." 사실 처음에 프로듀서 해리 샐츠먼은 윙스가 아닌 셜리 배시나 셀마 휴스턴의 녹음을 염두에 두고 있었다. 마틴은 매카트니가 오로지 윙스가 곡을 녹음해야 오프닝 크레딧 사용에 허락을 내릴 수 있다고 말했다. 샐츠먼은 이전에 《하드 데이즈 나이트》의 프로듀스 제의를 거절한 적이 있었기에 두 번의 실수는 하지 않기로 결심했다. 곡의 두 번째 버전은 B. J. 아르노가 녹음한 것으로 역시 영화에 사용된다. 아르노는 그룹 피프스 디멘션을 의도하고 불렀다.

## 발표와 여파
싱글은 미국에서 2위까지, 영국에서 9위까지 올랐다. 싱글은 백만 장의 판매고를 통해 미국 음반 산업 협회에서 골드 인증을 받았다. 2001년 9월 11일의 테러 사건 뒤로 이 곡은 클리어 채널의 제목이 부적절한 곡목에 포함되었다.
1984년, 위어드 알 얀코빅은 매카트니에게 그의 곡 중 하나를 패러디 하고 싶다고 요청했다. 2년 뒤에 얀코빅은 자신의 음반에 패러디 곡 〈Chicken Pot Pie〉를 수록해도 되는지를 물었고, 채식주의자 매카트니는 육류 제품을 홍보하기를 원하지 않아 이를 거절했다. 얀코빅 본인도 채식주의자였기 때문에 그는 이 거절을 존중했다.

## 참여 인원
- 폴 매카트니 – 리드 보컬, 피아노
- 린다 매카트니 – 백 보컬, 건반
- 헨리 맥컬로치 – 리드 기타
- 데니 레인 – 백 보컬, 베이스 기타
- 데니 세이웰 – 드럼
- 레이 쿠퍼 – 타악기
- 조지 마틴 – 오케스트라 편곡

## 차트 성적
| 차트 (1973)                        | 최고 순위 |
| ---------------------------------- | --------- |
| 호주 켄트 뮤직 리포트              | 5         |
| 캐나다 (RPM 100 탑 싱글)           | 2         |
| 캐나다 (미디어 컨트롤)             | 31        |
| 일본 (오리콘)                      | 25        |
| 네덜란드 (더치 탑 40)              | 29        |
| 뉴질랜드 (리스너)                  | 20        |
| 노르웨이 (VG-리스타)               | 2         |
| 영국 (오피셜 차트 컴퍼니)          | 9         |
| 미국 빌보드 핫 100                 | 2         |
| 미국 《캐쉬 박스》 Top 100         | 1         |
| 미국 《레코드 월드》 Singles Chart | 1         |

| 차트 (1973)        | 순위 |
| ------------------ | ---- |
| 캐나다             | 39   |
| 미국 빌보드 핫 100 | 56   |

## 건즈 앤 로지스 버전
〈Live and Let Die〉는 《Use Your Illusion I》의 두 번째 싱글이자 《Use Your Illusion》의 싱글 중 네 번째로 출시되었다. 뮤직비디오는 1991년 11월의 라이브 공연과 오래된 사진을 보여주고 있다. 영상은 이지 스타틀린의 이탈이 있은 지 얼마 되지 않아 제작되었고, 이 영상을 그가 출연하는 마지막 뮤직비디오다. 메인스트림 록 차트에서 20위까지 올랐으며 1993년 그래미상의 최우수 하드록 퍼포먼스 부분에서 후보로 올랐다.

### 차트
| 차트 (1991)                      | 최고 순위 |
| -------------------------------- | --------- |
| 오스트레일리아 (ARIA)            | 10        |
| 오스트리아 (Ö3 오스트리아 탑 40) | 27        |
| 벨기에 (울트라탑 50 플랑드르)    | 20        |
| 핀란드 (오피셜 피니쉬 차트)      | 1         |
| 프랑스 (SNEP)                    | 39        |
| 독일 (미디어 컨트롤 AG)          | 33        |
| 아일랜드 (IRMA)                  | 5         |
| 네덜란드 (싱글 톱 100)           | 13        |
| 뉴질랜드 (레코드 뮤직 NZ)        | 1         |
| 노르웨이 (VG-리스타)             | 3         |
| 스웨덴 (스베리예토프리스탄)      | 15        |
| 스위스 (슈바이처 히트파라데)     | 19        |
| 영국 싱글 (오피셜 차트 컴퍼니)   | 4         |
| 미국 빌보드 핫 100               | 33        |

### 참여 인원
건스 앤 로지스
- 액슬 로즈 – 리드 보컬, 건반, 프로그래밍, 백 보컬
- 슬래쉬 – 리드 기타, 6현 베이스
- 이지 스트래들린 – 리듬 기타
- 더프 맥케이컨 – 베이스
- 매트 소럼 – 드럼
- 디지 리드 – 피아노

추가 음악가
- 섀넌 훈 – 백 보컬
- 조앤 랭리 – 프로그래밍
- 존 하우트웨인 – 호른
- 매튜 맥캐건 – 호른
- 레이첼 웨스트 – 호른
- 로버트 클라크 – 호른

곡 목록
1. 〈Live and Let Die〉 – 2:59
2. 〈Live and Let Die〉 (라이브) – 3:37
3. 〈Shadow of Your Love〉 (라이브) – 2:50